# Steve Chen (ingénieur)
Pour l’article homonyme, voir Steve Chen.
Steve Chen (né en 1944 à Taïwan) est un ingénieur informaticien, et entrepreneur de l'Internet. Il a été le principal concepteur du superordinateur Cray X-MP lancé en 1982.

## Biographie
Steve Chen étudie à l'Université de Taïwan dont il sort diplômé en 1966. Il obtient un PhD de l'Université de l'Illinois à Urbana-Champaign en 1975. Entre 1975 et 1978 il travaille pour Burroughs Corporation à la conception des superordinateurs de la marque. Il améliore le Cray-1 conçu par Seymour Cray en 1981 et est connu pour être le principal concepteur du superordinateur Cray X-MP en 1982. Il quitte l'entreprise Cray en 1987. Avec un financement d'IBM, il fonde la société SSI (Supercomputer Systems Incorporated) en janvier 1988. En 1999, il est CEO de Galactic Computing, basé en Chine. En 2005 il s'intéresse au grid computing. En 2011 il fonde Information Supergrid Technologies USA.

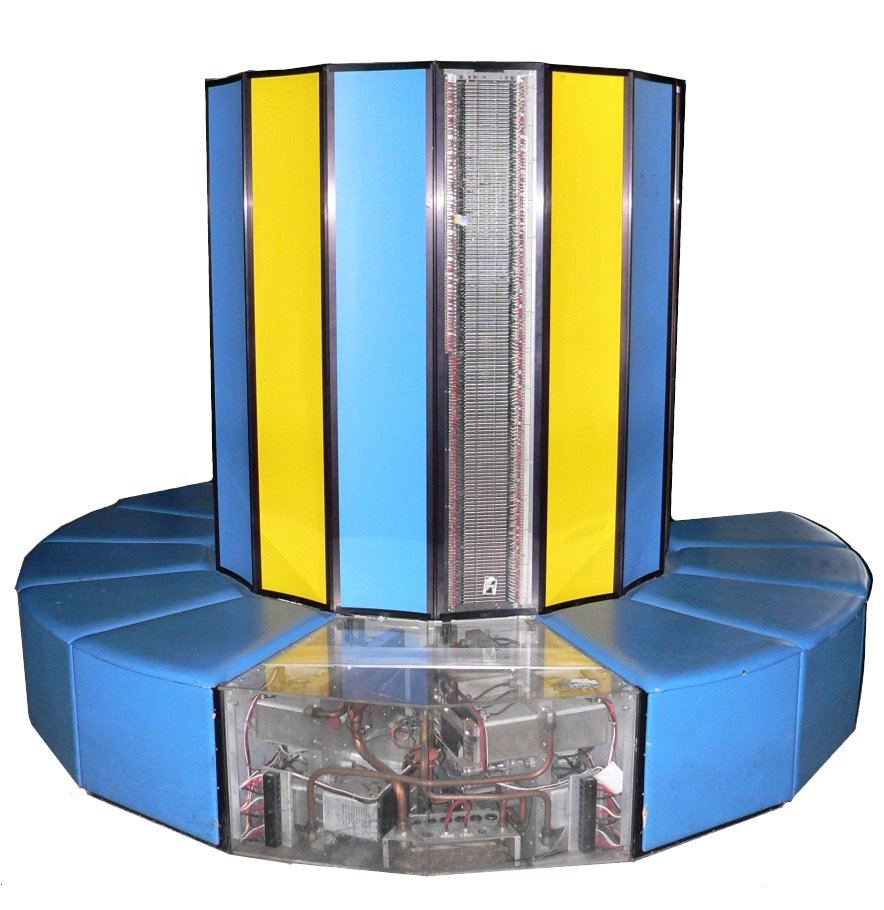
Le Cray X-MP de l'EPFL de Lausanne en Suisse, conçu par Steve Chen